# Georg Gustav Wrangel
Georg Gustav, baron Wrangel (ur. 1728, zm. 1795), szwedzki dyplomata.
W latach 1789–1793 był szwedzkim posłem przy dworach włoskich. Rezydował zwykle w Republice Genui w jej stolicy - mieście Genua.